# Cactus Pears
Pour plus de détails, voir Fiche technique et Distribution.
Cactus Pears (litt. « Poires de cactus » ; en marathi : Sabar Bonda) est un film dramatique indien écrit et réalisé par Rohan Parashuram Kanawade et dont la sorti en 2025.
Coproduction de sociétés indiennes, canadiennes et britanniques, le film est centré sur Anand (Bhushaan Manoj), un citadin qui revient dans sa ville natale après un décès dans sa famille et renoue avec son ami d'enfance Balya (Suraaj Suman).
Le film est présenté en première au Festival du film de Sundance 2025, le seul film indien en compétition et le premier film en langue marathi à être présenté en première au festival. Il est également prévu qu'il soit projeté dans la compétition Ingmar Bergman au Festival du film de Göteborg 2025.

## Fiche technique
- Titre original : Sabar Bonda
- Titre français : Cactus Pears
- Réalisation : Rohan Parashuram Kanawade
- Scénario : Rohan Parashuram Kanawade
- Photographie : Vikas Urs
- Montage : Anadi Athaley
- Musique :
- Production :
- Sociétés de production :
- Pays de production : Inde
- Langue originale : marathi
- Format : couleur
- Genre : drame
- Durée : 112 minutes
- Dates de sortie[5] :
  - États-Unis : 26 janvier 2025 (festival du film de Sundance)

## Distribution
- Bhushaan Manoj : Anand
- Suraaj Suman : Balya
- Jayshri Jagtap : Suman

## Récompenses et distinctions
- Festival du film de Sundance 2025 : Grand Prix du Jury (World Cinema Dramatic Competition)[6]

- « Cactus Pears » ((en) récompenses), sur l'Internet Movie Database (consulté le 10 janvier 2025)